# Bilusius noualhieri
Bilusius noualhieri är en insektsart som beskrevs av Melichar 1898. Bilusius noualhieri ingår i släktet Bilusius och familjen dvärgstritar. Inga underarter finns listade i Catalogue of Life.